# Jacques Courtillat
Jacques Courtillat (Melun, 8 gennaio 1943) è un ex schermidore francese, vincitore di una medaglia di bronzo nella scherma ai giochi olimpici.